# 퓨쳐 쇼크
《퓨쳐 쇼크》(영어: Future Shock)는 1970년에 미래학자 앨빈 토플러가 그의 배우자인 Adelaide Farrell과 함께 집필한 책으로, 작가들은 "퓨쳐 쇼크"라는 용어를 개인과 사회 전체의 특정한 심리상태라고 정의한다. 이 책에 나온 용어에 대한 가장 간단한 정의는 "단기간에 발생한 너무 많은 변화."라는 개인적인 인식이다. 세계적인 베스트셀러가 된 이 책은 1965년 여름 호라이즌 잡지에 실린 '삶의 길로서의 미래'라는 글에서 비롯됐다. 이 책은 6백만 권 이상 팔렸고 널리 번역되고 있다.
이 책을 기반으로 한 다큐멘터리 영화는 1972년 오손 웰스가 내레이터를 맡아 개봉되었다.

## 용어
앨빈 토플러는 사회가 산업 사회에서 "초산업 사회"로의 혁명인 거대한 구조적인 변화를 겪고 있다고 주장했다. 이러한 변화는 사람들을 압도한다. 그는 기술 및 사회적 변화의 가속화로 인해 사람들이 단절되고 "스트레스와 정신적인 혼란 상태"에 시달리게 된다고 주장했다. 즉, 미래에 충격을 받게 된다는 것이다. 토플러는 사회문제의 대다수가 퓨쳐쇼크에 의한 증상이라고 말했다. 이와 관련된 토론에서 그는 "정보 과다"라는 용어를 대중화했다.
정보 과부하 현상에 대한 분석은 이후의 출판물, 특히 <제3의 물결>과 <파워시프트>에서도 지속된다.
닐 포스트먼은 그의 저서 "양심적 반대"에서 "퓨쳐 쇼크"라는 제목의 에세이를 소개하면서 다음과 같이 썼다.:
"1963년 중반쯤, 동료 찰스 와인가트너와 나는 국립 영어 교사 평의회에 동시에 연설을 했다. 그 연설에서 우리는 "퓨쳐 쇼크"라는 문구를 급격한 기술적 변화에 의해 야기된 사회적 마비를 설명하는 한 방법으로 사용했다. 내가 알기로는, 와인가트너와 내가 공개 포럼에서 이를 최초로 사용한 인물이다. 물론, 웨인가트너와 나는 퓨쳐 쇼크라는 책을 쓸 만한 지식이 없었기에, 모든 공적은 앨빈 토플러에게 있으며 좋은 구절을 알아본 것에 대해 찬사를 보낸다." ( p.162).

## 사회와 생산의 발전
앨빈 토플러는 사회 발전과 생산의 세 단계를 농업, 산업 그리고 후기 산업 사회로 구분했다.
이러한 각각의 구분은 현실을 설명하기 위해 그들만의 "초이데올로기"를 발전시켰다. 이 이념은 문명 단계를 구성하는 기술, 사회, 정보 및 권력 패턴과 같은 모든 영역에 영향을 미친다.
1단계인 신석기시대는 농경기의 도래와 함께 시작되었고 야만적인 것이 문명으로 변화했다. 이때 많은 사람들은 프로슈머로 활동했다(자신이 재배한 음식을 먹고, 동물을 사냥하고, 집을 짓고, 옷을 만들었다.). 사람들은 다른 사람들의 상품과 자신의 상품을 교환하고 거래했다. 영국에서 시작된 두 번째 단계는 기계 장치와 증기 기관의 발명으로 산업혁명과 함께 시작했다. 사람들은 필요한 물품에 쓸 수 있는 돈을 벌기 위해 공장에서 일했다. (이는 사람들이 사용이 아닌 교환을 목적으로 물건을 생산했음을 의미한다.) 또한 나라들은 새로운 사회 시스템을 만들었다. 세 번째 단계는 20세기 후반 서양에서 사람들이 자동 생산, 로봇 공학 그리고 컴퓨터를 발명했을 때 시작했다. 이때 서비스 분야가 부상하기 시작했다.
토플러는 산업 사회와 후기 산업 사회를 구분하기 위해서 농업 인구의 비율과 서비스 분야에 종사하는 도시 노동의 비율이라는 한 가지 기준을 제안했다. 후기 산업사회에서는 농업에 종사하는 사람의 비율이 15%를 넘지 않았고, 서비스업에 종사하는 도시근로자의 비율이 50%를 초과했다. 따라서, 지적 활동에 종사하는 사람들의 비율은 후기 산업화 이후의 사회에서 육체 노동에 종사하는 사람들의 비율을 크게 초과했다.
제3의 물결은 정보 시대(지금)로 이어졌다. 가정은 지배적인 공간이다. 대부분의 사람들은 집이나 복합적인 전자기기를 갖춘 집에 생산과 소비를 하고, 더 많은 제품을 생산하고, 서비스를 생산하며, 시장은 그들에게 중요하지 않아졌다. 사람들은 서로를 프로슈머가 생산한 상품의 공급자로서 동등하게 자유롭다고 생각한다.

## 미래에 대한 두려움

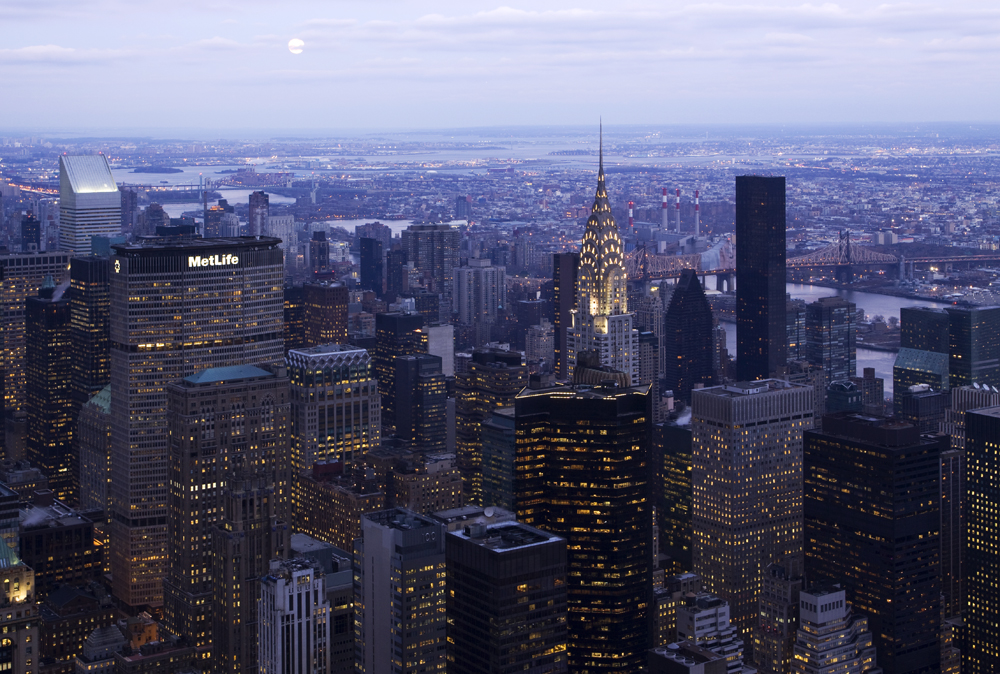
미국 최대의 중심상업지구인 뉴욕시의 미드타운 맨해튼

앨빈 토플러의 주된 생각은 현대인이 빠른 변화로부터 충격을 느낀다는 생각에 초점이 맞춰져 있다. 예를 들어, 토플러의 딸은 뉴욕에 쇼핑하러 갔는데, 이전 위치에 가게가 없었다고 한다. 이에 따라 뉴욕은 역사가 없는 도시로 여겨졌다. 도시 인구는 11년마다 두 배씩 증가한다. 상품과 서비스의 전반적인 생산은 선진국에서 50년 마다 두 배로 증가한다. 사회는 점점 더 빠른 속도로 증가하는 반면, 사람들은 오래된 제도(종교, 가족, 국가 정체성, 직업)가 제공했던 친숙함을 잃고 있다. 소위 "지식 유출" 을 의미하며, 유럽 과학자들의 미국으로의 이민이 사회의 변화를 보여주는 지표이자 그들의 원인 중 하나이다.

## 후기 산업 사회의 특징

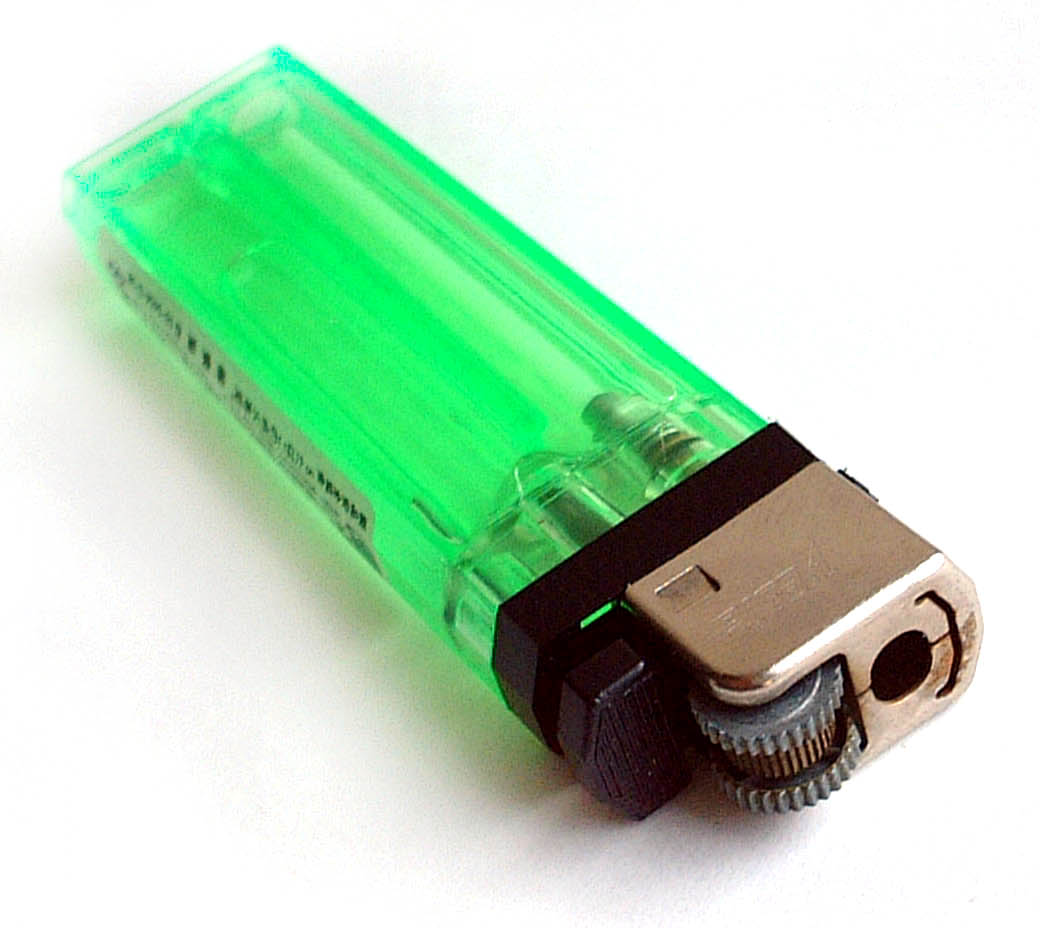
일반적인 일회용 라이터

- 대량 생산으로 인해, 수작업 수리나 청소 비용이 신제품을 만드는 비용보다 많아지면서 많은 상품이 일회용품이 되었다. 일회용품의 예로는 볼펜, 라이터, 플라스틱 병, 종이 타월 이 있다.
- 상품의 디자인은 빠르게 시대에 뒤떨어진다. (이에 예시로 2세대 컴퓨터는 1세대 컴퓨터의 사용 가능성의 예상 기간이 끝나기 전에 나타난다.) (사다리에서 웨딩드레스까지) 거의 모든 것을 빌릴 수 있기 때문에 소유권이 필요하지 않다.
- 산업의 전 부문이 소멸되고 새로운 부문이 생겨난다. 이는 새로운 일자리를 찾기 위해 어쩔 수 없이 거주지를 변경해야 하는 미숙련 노동자들에게 영향을 미친다. 시장의 끊임없는 변화는 변화하는 대상을 다루는 광고주들에게도 문제가 되고 있다.
- 후기 산업 사회의 사람들은 그들의 직업과 직장을 자주 바꾼다. 사람들은 직업이 빠르게 구식이 되기에 직업을 바꾸어야만 한다.  이에 따라 포스트 산업 사회의 사람들은 일생 동안 많은 경력을 가진다. 엔지니어에 대한 지식은 10년 내에 구식이 될 것이다. 이로 인해 사람들은 점점 더 임시직 일자리를 찾는다.
- 일시적인 직업을 가졌기 때문에, 사람들은 유목민이 되었다. 예를 들어, 알제리, 터키 그리고 다른 나라에서 온 이민자들은 일자리를 찾기 위해 유럽으로 간다. 일시적인 직업을 지닌 사람들은 거주지, 전화번호, 학교, 친구, 자동차 면허증, 가족과의 연락처를 자주 바꾸어야 한다. 그 결과 안정적이고 친밀한 관계보다는 다수의 사람들과의 피상적인 관계를 갖는 경향이 있다. 그 증거로 관광 여행과 휴일을 들 수 있다.
- 16세에 받은 운전 면허증은 독립적으로 움직일 수 있는 능력을 상징하기 때문에 십대들이 성인이 되는 것의 허락을 의미한다.
- 영속성의 끝을 의미한다. 후기 산업 사회는 상품에서 인간 관계에 이르는 모든 것이 일시적일 것이라는 문화로 특징지어진다.

## 재판
이 책은 여러 차례 재판되었다.:
- ISBN 0-394-42586-3 (하드커버, Random House, 1970)
- ISBN 0-8488-0645-X (하드커버, Amereon Ltd, 1970)
- ISBN 0-553-20626-5 (대량 판매 페이퍼백, 1981)
- ISBN 0-553-27737-5 (대량 판매 페이퍼백, 1984)
- ISBN 0-553-24649-6 (페이퍼백, 1984)
- ISBN 5-553-85765-1 (대량 판매 페이퍼백, 1991)
- ISBN 0-8085-0152-6 (대량 판매 페이퍼백 도서관 바인딩, 1999)

## 대중 문화에서
록 밴드 길란의 1981년 앨범은 이 책의 이름을 따서 퓨쳐쇼크로 지었다. 앨범 '백 투 더 월드'에 수록된 커티스 메이필드의 노래 '퓨처 쇼크'는 이 책에서 이름을 따왔고, 1983년 앨범 '퓨처 쇼크'의 타이틀 곡으로 허비 행콕이 차례로 커버했다. 그 앨범은 재즈와 펑크를 일렉트로닉 음악에 접목시킨 획기적인 앨범으로 여겨졌다. 스탠리 클라크는 1984년 앨범 타임 익스포져에서 같은 제목의 노래를 불렀다. 록 밴드인 뱅은 1972년 캐피톨 레코드 발매라는 제목으로 "퓨처쇼크"를 발매했다. 2019년 10월 메타폰 아티스트 커트 라일리의 싱글 FTR SHK가 출시될 예정이다.
1974년작 영화 "The Parallax View"에서 조는 한 부인이 정신과 의사와 바람을 피우고 불도저가 자신의 집을 퓨쳐 쇼크라고 부르며 때려눕히는 이야기를 Lee에게 들려준다.
이 책에서 제목을 딴 다른 작품들은 다음과 같다: 퓨처라마 에피소드 "퓨처 스톡," 로코의 현대 생활 에피소드 "퓨처 스클록," Flying Nun Records에 관한 Gordons 1981 EP; 사만다 비 주연의 데일리 쇼의 한 부분; 야구 프로스펙투스 웹사이트에 케빈 골드스타인의 반복 칼럼; 마술: 이 모임은 사전 구성된 갑판과 1989년 미국 레슬링 연맹의 스타크레이드 행사.
1977년부터 영국 코믹 2000 AD는 이 개념을 바탕으로 퓨처 쇼크라는 단편 소설들을 연재해왔는데, 그 중 일부는 앨런 무어가 썼다. Futsies라는 약칭은 2000 AD 스토리(주로 Judge Dredd Universe)에서 퓨쳐 쇼크에 의해 미쳐버린 시민들에게 적용되었다.
퓨쳐 쇼크의 주제와 요소가 나오는 작품들에는 조 할드먼의 공상과학 소설 더 포에버 월(1974년), 존 브런너의 쇼크웨이브 라이더(1975년), 스티브 잭슨 게임즈의 RPG 트랜스 휴먼 공간(2002년), 그리고 디자이너 조슈아의 RPG 쇼크: 사회 과학 픽션(2006년)이 있다. 실험적인 음악 그룹인 데스 그립스는 그들의 노래 "컬쳐 쇼크"에서 "Culture Shock, future shock, fuck yourself"라는 가사를 사용한다.
얼터너티브 록 밴드 R.E.M.의 2004년 앨범 어라운드 더 선(around the sun)에 수록된 트랙 '아웃사이더'에서 "미래의 충격 지렛대를 내 머리 위로 두드렸다"는 대사가 나온다.
2011년 다윈, 오비, 미스터-E의 Nu Nrg 100 앨범의 '퓨쳐쇼크'라는 곡이 세계적인 레이블 누에너지의 마지막 편인 앨범 '누앤그 100'에 등장했고, 브루클린 소재 밴드 TV 온 라디오는 앨범 '나인타입 오브 라이트'에 '퓨쳐 쇼크 없음'이라는 곡을 포함시켰다. 같은 해, 폴란드 크라코프에서 열린 언사운드 뮤직 페스티벌은 '퓨처 쇼크' 개념을 테마로 삼았다. 래퍼 모스 데프는 그의 노래 "수학"에 책 제목에 대해 언급했다.
브룩클린에 기반을 둔 팝에 영향을 받은 일렉트로닉 어쿠스틱 아트 뮤직의 작곡가 윌리엄 브리텔은 퓨처 쇼크라는 앨범을 가지고 있다.
퓨처 쇼크는 사이버펑크의 필수적인 요소이다.
퓨처스호크는 주니어 보이즈 소유와 팔로폰/EMI를 위한 전자 음악 녹음 듀오이기도 했다. 멤버는 필 도커티와 알렉스 테퍼이다.
이 책의 사본이 잭 렘몬이 주연한 1972년 영화 아반티에서 사망한 웬델 암브루스터 시니어의 책상 위에 놓여 있는 것을 볼 수 있다.
텔레비전 시리즈 콜롬보의 "A Friend in Deed" (1974)에서, 한 동료가 콜롬보에게 "퓨처 쇼크에 대해 들어본 적 없어? 세상은 스스로 지옥으로 가고 있어."라고 말했다.

## 추가 자료
- Accelerating change – 역사를 통틀어 기술 변화의 비율이 증가하고 있음을 인식한다.
- Adhocracy
- Culture shock – 자신과 다른 문화 환경으로 이사할 때 경험할 수 있다.
- Electric Dreams (BBC TV series)
- Paradigm shift – 개념의 근본적인 변화
- Post-industrial society – 서비스 부문이 제조업보다 더 경제적 가치를 제공하는 사회
- Social alienation – 사회적 관계의 조건
- Technological singularity – 기술 발전으로도 통제할 수 없고 되돌릴 수 없게 되는 가상의 시점
- 지속적인 부분적 주의력
- 주의력 경제

## 참조
1. ↑  “Alvin Toffler: still shocking after all these years”. 《New Scientist》 (미국 영어). 1994년 3월 19일. 2020년 10월 29일에 확인함.
2. ↑  Schneider, Keith (2019년 2월 12일). “Heidi Toffler, Unsung Force Behind Futurist Books, Dies at 89 (Published 2019)”. 《The New York Times》 (미국 영어). ISSN 0362-4331. 2020년 10월 29일에 확인함.
3. ↑  Toffler, Alvin (Summer 1965). “"The Future as a Way of Life"”. 《Horizon magazine》.
4. ↑  Eschorama (2013년 9월 8일). “For the love of reading: Horizon Magazine hardcover issues 1959 - 1977 table of contents”. 2020년 10월 29일에 확인함.
5. ↑  Eisenhart,, Mary, (1994년 1월 3일). “Alvin and Heidi Toffler : Surfing The Third Wave: On Life And Work In The Information Age (MicroTimes, 1994)”. 2020년 10월 29일에 확인함.
6. ↑  “Alvin Toffler: Still Shocking After All These Years”. Wayback Machine, New Scientist. 2009년 2월 10일. 2009년 2월 10일에 원본 문서에서 보존된 문서. 2020년 10월 29일에 확인함.
7. ↑  Future Shock Documentary(1972), 2020-06-08
8. ↑  “Movie Quotes,The Parallax View quotes”. 《subzin.com》. 08-30, 2016. 2021년 2월 3일에 원본 문서에서 보존된 문서. 2020년 10월 29일에 확인함.